# Gąsienicojad reunioński
Gąsienicojad reunioński, kruczyna reuniońska (Lalage newtoni) – gatunek średniej wielkości ptaka z rodziny liszkojadów (Campephagidae). Występuje endemicznie na wyspie Reunion i jest jedynym przedstawicielem rodziny na tej wyspie. Krytycznie zagrożony wyginięciem.

## Taksonomia
Gatunek opisał po raz pierwszy François Pollen w roku 1866 pod nazwą Oxynotus newtoni. Zebrane okazy, w tym dwa (samiec i samica) odłowione 4 stycznia 1865, przekazane zostały do Muzeum Brytyjskiego. Opis w języku francuskim znalazł się w drugim tomie Recherches sur la faune de Madagascar et de ses dépendances i zawierał m.in. opis zasięgu z uwzględnieniem środowiska i wysokości. Pollen odnotował, że Kreole nazywają kruczynę reuniońską Tuit-tuit, merle blanc („biały kos”) lub Tec-tec des hauts (słowo „hauts” tu odnosi się do zasięgu – gór, szczytów, zaś Tec-tec to określenie na pewien gatunek kląskawki).
Obecnie gatunek przynależy do rodzaju Lalage. Tworzy nadgatunek z gąsienicojadem maurytyjskim (L. typica; Mauritius), od którego oddzielił się 1,25 mln lat temu. Nie jest jasne pokrewieństwo z pozostałymi gatunkami. Wykazuje podobieństwo w upierzeniu wobec australazjatyckiego gąsienicojada cienkodziobego (Edolisoma  tenuirostre), szarogłowego (Edolisoma schisticeps) i czarnego (Edolisoma melas); możliwe, że któryś z tych gatunków miał z L. newtoni wspólnego przodka lub jest to przypadkowa zbieżność. Monotypowy.

## Morfologia
Długość ciała wynosi według autorów HBW około 22 cm. Dla okazów z Muzeum Brytyjskiego jest to około 17,7–19,6 cm, z czego 1,6 cm przypada na dziób, a 8,4 cm na ogon. Skrzydło mierzy 10 cm, skok 2,5 cm. Masa ciała (dla ośmiu ptaków obu płci) wynosi 31–36 g.
Występuje wyraźny dymorfizm płciowy. U samca wierzch ciała szary (o barwie popiołu), wierzch głowy jasnoszary, paskowany wzdłuż stosin. Kuper i pokrywy nadogonowe jaśniejsze niż grzbiet. Skrzydła czarne, pokrywy skrzydłowe małe delikatnie szaro obrzeżone, zaś średnie i duże już znacznie wyraźniej. Na lotkach I rzędu siwe obwódki. Sterówki czarne z białymi zakończeniami, najszerszymi na zewnętrznej parze. Broda i gardło jasne. U samicy wierzch ciała pokrywają pióra rdzawobrązowe, na głowie szarawe. Małe pokrywy skrzydłowe jak grzbiet, średnie i duże pokrywy ciemnobrązowe z obwódkami barwy właściwej dla grzbietu. Lotki ciemnobrązowe, te I rzędu mają białobrązowe obwódki, a II rzędu rdzawe. Sterówki czarne, środkowa para w brązowym odcieniu, wszystkie biało zakończone. Gardło i spód ciała białoszare, na bokach i piersi z płowym odcieniem. Cały spód ciała pokryty wąskimi, poprzecznymi czarnymi paskami. Pokrywy podogonowe białe. U obu płci dziób i nogi niebieskawe, tęczówka brązowa.

## Zasięg występowania
Gąsienicojad reunioński występuje jedynie na dwóch stanowiskach w północno-zachodniej części wyspy Reunion. Zajmują one łącznie 29 km². Według danych z pierwszego opisu (1866) gatunek występuje między 800 a 1400 m n.p.m., według danych BirdLife International w roku 2012 ptak występował już tylko na wysokości 1100–1800 m n.p.m. Zasiedla pierwotny górski wilgotny las, pojawia się w lesie mieszanym wiecznie zielonym i lesie tropikalnym z obecnymi roślinami z gatunków Philippia montana i Acacia heterophylla. Rzadko odwiedza obecne na wyspie plantacje kryptomerii japońskiej (Cryptomeria japonica).

## Pożywienie
Gąsienicojad reunioński może być trudny do zauważenia i łatwo przeoczony. Przebywa niemal wyłącznie na drzewach. Zwykle widywany pojedynczo lub w parach. W trakcie żerowania cichy, porusza się powoli, wykonując jedynie krótkie loty z gałęzi na gałąź. Pożywienia szuka wzdłuż nieobrośniętych konarów, które umożliwiają mu swobodne poruszanie się i obserwacje. Samce żerują wyżej niż samice. Gatunek głównie owadożerny (przeważają motyle i chrząszcze i ich larwy), choć zjada też owoce rdzennych gatunków drzew, np. Aphloia theiformis i figowce (Ficus).

## Lęgi
Okres lęgowy trwa od września do lutego. Może wyprowadzić dwa lęgi w ciągu roku. Budowa gniazda zajmuje do miesiąca. Terytorium ma powierzchnię 13–17 ha. Gatunek monogamiczny. Samiec śpiewa głównie na początku dnia i wieczorem. Gniazdo to mały, płytki kubeczek o średnicy 10–15 cm, zbudowany z gałązek, mchu, dużej ilości porostów (zwłaszcza Usnea) i pajęczych sieci. W budowie uczestniczą oba ptaki z pary, zaś samiec zbiera wyściółkę w postaci miękkich traw. W zniesieniu 2–3 jaja (zwykle 2) o wymiarach 26–27 na 28–29 mm. Skorupka niebieskozielona, pokryta brązowymi plamkami. Inkubacja trwa 15–17 dni (wedle innego źródła 3–3,5 tygodnia), wysiadują oba ptaki z pary. Młode karmione są zarówno przez samca, jak i samicę co 5–10 minut. Rodzice także osłaniają je w gorące dni i wynoszą odchody. Pisklęta opierzają się w pełni po 20 dniach od wyklucia.

## Status i zagrożenia
Przez IUCN gatunek od 2008 roku klasyfikowany jako krytycznie zagrożony wyginięciem (CR, Critically Endangered). Wcześniej, od 1994 roku posiadał status zagrożonego (EN, Endangered). W 2007 było około 25 zdolnych do gniazdowania par, populacja wynosiła wtedy więc około 75 osobników. Dwie trzecie populacji stanowią samce. Prócz dysproporcji w populacji zagrożenie dla gatunku stanowi drapieżnictwo ze strony szczura śniadego (R. rattus) i w mniejszym stopniu wędrownego (R. norvegicus) oraz zdziczałych kotów. Prócz tego gąsienicojadom reuniońskim zagraża odłów celem sprzedaży i niszczenie środowiska przez introdukowane sambary sundajskie (Cervus timorensis).